# Tout, tout de suite
Pour les articles homonymes, voir Tout, tout de suite (film, 1972) et Tout, tout de suite (film, 2016).
Tout, tout de suite est un roman de Morgan Sportès paru le 17 août 2011 aux éditions Fayard et inspiré par l'affaire du gang des barbares. Il remporte le prix Interallié le 16 novembre de la même année et en 2012 le Globe de cristal du « meilleur roman ».

## Résumé
Un jeune juif, Elie, a été enlevé en 2006, puis séquestré pendant 24 jours sous prétexte qu'il était juif et que donc sa famille était riche.

## Éditions
- Tout, tout de suite, éditions Fayard, 2011  (ISBN 978-2213634340).

## Adaptation cinématographique
- Le roman a été adapté au cinéma par Richard Berry, sous le titre Tout, tout de suite, film sorti en 2016.